# InnerSpace
InnerSpace — это инди-видеоигра-головоломка, разработанная независимой американской студией PolyKnight Games. Выход игры состоялся 16 января 2018 года на персональные компьютеры  Microsoft Windows, OS X и Linux, а также игровой приставке Xbox One и портативном устройстве Nintendo Switch .
InnerSpace — это первый проект студии PolyKnight Games. При разработке, создатели вдохновлялись такими играми, как Journey и Grow Home, где делается акцент на путешествии персонажа и повествовании. Денежные средства на разработку собирались из пожертвований на Kickstarter.
На мероприятии Penny Arcade Expo в 2017 году PolyKnight Games и издатель Aspur объявили о сотрудничестве.
Игра получила смешанные оценки со стороны игровых критиков, похваливших с одной стороны InnerSpace за её визуальную эстетику, но и раскритиковали сам игровой процесс, а также проблему того, что окружающее пространство дезориентирует игрока.

## Игровой процесс
Игрок управляет самолётом, путешествующим на суше или под водой. Замкнутый мир помогает игроку найти правильный маршрут. Согласно сюжету, летающий (и плавательный) корабль помогает исследователю раскрыть тайну древней цивилизации. Находясь в замкнутом мире с децентрализованной гравитацией, самолёт исследует его некогда обитаемые острова, окружённые водой. Особенность устройства мира не позволяет понимать, где находится верх или низ, сам же самолёт не подчиняется силам гравитации. Это, однако, может стать причиной дезориентации игрока.
От игрока требуется исследовать мир, решать головоломки и раскрывать знания давно забытой цивилизации и причину её гибели. InnerSpace начинается с краткого повествования, объясняющего устройство мира. Сам самолёт — это управляемый персонаж или искусственная форма жизни, созданная «дирижаблем-исследователем»
В игре нельзя умереть или каким-то иным способом потерпеть неудачу. Хотя самолёт может столкнуться со стенами, камнями или водой,  от этого он не сломается. Вселенная игры поделена на ряд сфероподобных миров, управляемых одним божеством. Игрок должен изучать этот мир и искать способ выбраться из него и попасть в следующий мир. Исследование включает в себя также поиск скрытых проходов, тоннелей, взаимодействие с некоторыми предметами. Например необходимость активировать переключатели или же обрезание нитей крыльями самолёта. Игрок должен помогать богам, обитающим в камерах и взаимодействовать с ними. Столкновение с «боссом» не является боем в классическом понимании, скорее головоломкой, требующей от игрока разработать правильную стратегию борьбы, чтобы победить.

## Разработка
Разработкой InnerSpace занималась независимая американская студия PolyKnight Games. Работая над игровым процессом, разработчики вдохновлялись такими по их мнению недооценёнными играми, как Crimson Skies, Shadow of the Colossus и инди-игрой Proteus. Из последней игры, создатели переняли идею того, что у людей есть безошибочное желание исследовать без каких-либо подсказок. Команда хотела создать игру, которая поместила бы игрока в мир и говорила - «иди». Механика полёта создавалась по подобию Crimson Skies, однако, если типичная игра о самолётах требует от игрока участия в гонках или соревнованиях, то в игре InnerSpace делается акцент прежде всего на исследовании пространства и необходимости игрока извлекать смысл и понимание из окружения, как это реализовано в Shadow of the Colossus. Разработчики хотели передать сюжетное развитие в игре через эмоции и игровой процесс, а не вставочные ролики.
Создатели также заметили, что InnerSpace — это эксперимент с игровым жанром, указав на то, что игры о полёте — это как правило симуляторы или игры о боях, собирающие узкий круг избранных игроков, увлекающихся летающими самолетами. InnerSpace же не является ни тем, ни другим, а игровой процесс никак не ограничивает игрока. «Возможность летать, чтобы прежде всего исследовать странный мир» — была базовой идеей, на основе которой и началась разработка. Разработчики создавали InnerSpace для широкого круга игроков в независимости от их игрового опыта, желающих прежде всего окунуться в атмосферное приключение. Решение превратить мир в замкнутое пространство разработчики объяснили тем, что самые захватывающие моменты в играх о полётах — это как правило уровни в закрытых пространствах и что именно закрытые миры обеспечат игроку увлекательное исследование окружающего мира. Изначально самолёт путешествовал по подземному миру, в процессе разработки данная идея была расширена до создания сферических пространств с водоёмами и «опоясывающей» силой притяжения.
Работая над художественным стилем, разработчики намеренно отказались от фотореалистичной графики, сделав акцент на сюрреализме. Команда заметила, что вместе с данным решением они избегали сразу несколько проблем: во первых работа над реалистичной графикой стала бы слишком большим финансовым бременем для маленькой команды разработчиков, во вторых, игры, создающиеся с акцентом на реалистичной графике в итоге становятся «продуктом своего времени», так как в современную эпоху быстрого развития технологий, «качественная графика» всего за несколько лет может перестаёт быть преимуществом для конкретной игры. Команда же хотела создать «вневременную» игру, которая привлекала бы прежде всего своим дизайном, как например Super Mario Bros или прочие старые игры. Также минималистичная и сюрреалистичная графика с неестественными цветовыми оттенками вписывалась в тему InnerSpace — изучение другого мира, в котором игрока прежде не было. Художественная эстетика мира также во многом была вдохновлена игрой Journey. Согласно задумке команды, мир игры существует в своём, приостановленном мире, видавшем когда-то много беспорядков. Созданный мир команда также рассматривает как цифровую форму живописи или искусства — экспрессионистскую видеоигру. InnerSpace также использует простое музыкальное сопровождение в стиле саундскейп. Их создателем является Крис Миллер, который на протяжении месяца работал над саундтреком, экспериментируя с барабанными звуками и синтезатором.

## Восприятие
| Сводный рейтинг    | Сводный рейтинг                               |
| Агрегатор          | Оценка                                        |
| ------------------ | --------------------------------------------- |
| GameRankings       | 62,50 %                                       |
| Metacritic         | ПК: 65/100 PS4: 67/100 XBO: 64/100 NS: 63/100 |
| Иноязычные издания |                                               |
| Издание            | Оценка                                        |
| PolyKnight Game    | 90 %                                          |
| Hardcore Gamer     | [ 20 ]                                        |
| IGN Italia         | 7,8/10                                        |
| God is a Geek      | 6,5/10                                        |
| Nintendo Life      | [ 23 ]                                        |
| Meristation        | 6/10                                          |
| Games Master UK    | 49 %                                          |

Игра получила в целом смешанные отзывы со стороны игровых критиков, средняя оценка игры в независимости от платформы, колеблется в пределах 65 баллов из 100 возможных.
Часть критиков оставили положительные отзывы, выражая восхищение представленным игровым миром: Например представитель сайта Digital Fix считает InnerSpace невероятной игрой, чья атмосфера способствует полному погружению в неё, что является необходимым качеством для хорошей игры. Рецензент IGN сравнил игру с коротким, но приятным сном о полёте и дайвинге. Критик сайта Hardcore Gamer заметил, что несмотря на некоторые технические недостатки, InnerSpace —  это «чудесный полет сквозь заброшенные, но все же красивые научно-фантастические ландшафты». Представитель сайта 4Players заметил, что возможно это не самая длинная игра, но предлагающая уникальный подход к исследовательским приключениям, поэтому стоящая того, что бы её попробовать. Критик сайта PlayStation LifeStyle аналогично заметил, что игра предлагает обширный мир, исключительную эстетику и неотразимую механику исследования, которые прекрасно дополняют друг друга. Игру также украшает убедительная история, от которой игрок будет в восторге от начала до конца. Представитель PSX-Sense.nl заметил, что игра хоть и немного короткая, однако она предоставляет расслабляющий опыт с уникальным красочным стилем, который действительно выделяет InnerSpace из остальных игр. Рецензент GameSpace заметил, что Polyknights и Aspyr удалось выпустить игру, наслаждающейся своим спокойствием, где игрок не должен бояться своей неудачи. «Это путешествие, мир самопознания от начала до конца. Это красивая, грустная игра и многообещающее исследование».
Другая часть критиков оставили сдержанные оценки об игре: С одной стороны они  признали её визуальную эстетику, как сильную сторону, но и указали на ряд значительных недостатков. Например, с точки зрения критика Wccftech, InnerSpace чувствуется недоделанной и незавершённой, что сильно мешает погружаться в её завораживающий мир. Похожее мнение оставил критик сайта Playstation Official Magazine UK, назвавший InnerSpace красивой, но скучной игрой, приятной для лицезрения, но этого недостаточно для того, чтобы называться хорошей игрой. Представитель сайта заметил, что несмотря на визуально ошеломляющий мир, InnerSpace помещает игрока в обстановку, немерено вводящую в заблуждение и вызывающую разочарование. Аналогично критик Cubed3 заметил, что игра заманивает своей красотой, но невероятно дезориентирующая, на деле оказываясь худшим представителем своего жанра. Рецензент сайта Critical Hit заметил, что приятный полёт с красочными видами сжимаются под тяжестью игрового процесса и повествования, превращая игру в бессмысленное прохождение и топтание на месте. Критик сайта Games Master UK назвал InnerSpace прекрасной игрой, но с упущенной возможностью.

## Внешние ссылки
- innerspacegame.com — официальный сайт InnerSpace